# Chris Hadfield
Chris Austin Hadfield (n. 29 august 1959) este un astronaut canadian retras, fiind de asemenea și primul canadian care a fost în spațiu. Inginer și fost pilot de luptă la Royal Canadian Air Force, Hadfield a fost în două misiuni spațiale și a fost comandant la International Space Station.